# Caixinha do Premê
Caixinha do Premê é um box set do grupo paulistano Premeditando o Breque, conhecido também como Premê. A caixa contém a discografia completa do grupo (6 CDs) mais um álbum de raridades e músicas inéditas, e ainda um livreto de 100 páginas mais dois pôsteres.
O lançamento físico ocorreu em maio de 2019 (pelo Selo Sesc), mas desde abril de 2019 está disponível digitalmente.
As grandes novidades do box são duas faixas que foram censuradas, mas que entrariam para o álbum Quase Lindo, de 1983. São as músicas "Zuleika e Gaspar" e "Casa de Massagem".

## Álbuns[2]
- Premeditando o Breque (1981)
- Quase Lindo (1983)
- O Melhor dos Iguais (1985)
- Grande Coisa (1986)
- Alegria dos Homens (1991)
- Vivo (1997)
- Como Vencer na Vida Fazendo Música Estranha - Vol. VII (2019)